# 부천도시공사
부천도시공사는 공영주차장, 종합운동장, 부천체육관, 소사국민체육센터, 부천시궁도장, 어린이교통나라, 시민운동장, 서촌다목적체육관, 동네체육시설, 부천역지하도상가, 교통정보센터 등의 시설물 관리와 소사국민체육센터, 복사골문화센터, 오정레포츠센터, 종합운동장 스포츠센터, 부천체육관 스포츠센터에서 다양한 프로그램을 운영하는 경기도 부천시의 시설관리 전문 공공기관으로 부천도시공사 설립 조례에 의거하여 설립되었다. 부천시 소사로 482 (춘의동 8)에 위치하고 있다.

## 연혁
- 1998년 10월 22일 시설관리공단 설립준비단 발족
- 1999년 4월 30일 부천시시설관리공단 설립조례공포(제1637호)
- 1999년 7월 1일 부천시시설관리공단 설립(사업개시일). 황재영 제1대 이사장 취임
- 2008년 1월 15일 행정안전부 경영평가 『최우수기관』표창 수상
- 2011년 2월26일 공단 청사이전(종합운동장)
- 2012년 10월26일 기상청 주최 날씨경영인증 획득
- 2012년 11월28일 고용노동부 일타혁신 우수기업 인증 획득
- 2013년 6월25일 지방공기업학회 경영혁신 우수상 및 CEO공로상 수상
- 2013년 11월29일 경기도 주최 일하기 좋은 기업 인증
- 2013년 12월09일 여성가족부 가족친화기업 인증
- 2014년 4월03일 경기도 정부3.0 우수프로그램 경진대회 우수상 수상
- 2014년 6월13일 공정거래위원회 소비자중심경영(CCM) 인증
- 2014년 7월04일 미래창조과학부 웹접근성 품질(WA)인증
- 2014년 12월07일 교육뷰 교육기부 우수기관 인증
- 2015년 4월02일 버스정보안내기(BIS) 기술/디자인 특허
- 2015년 5월20일 행정자치부 지방공기업 경영혁신 우수사례 장관상 수상
- 2016년 7월03일 행정자치부 정부3.0평가 최우수공기업 선정
- 2017년 3월28일 행정자치부 '2016년도 정부3.0평가' 우수기관 선정(3년연속)
- 2017년 7월07일 한국안전인증원 소사국민체육센터 '공간 안전' 인증 획득
- 2017년 7월19일 행정자치부 '일자리창출' 우수기관 선정
- 2017년 12월13일 대한민국 안전대상 소사국민체육센터 행정안전부장관상 수상
- 2017년 12월29일 부천도시공사 출범

## 조직
- 경영본부
  - 감사팀
  - 안전기술팀
  - 경영기획부
    - 총무팀
    - 인사팀
    - 회계팀

  - 교통정보부
    - 교통정보팀
    - 교통사업팀
    - 전산정보팀
- 사업본부
  - 주차사업부
    - 주차운영팀
    - 거주자견인팀
    - 차고지충전소팀

  - 체육사업부
    - 종합운동장팀
    - 체육시설팀
    - 부천체육관팀
    - 스포츠센터팀

  - 공공사업부
    - 환경관리팀
    - 공공시설팀
    - 행복지원팀
- 개발사업실

## 같이 보기
- 부천시
- 대한민국의 공공기관 목록 (지방자치단체별)